# Hospodářské noviny
Hospodářské noviny (rövidítése HN, jelentése: Gazdasági újság) gazdasági napilap Csehországban. Gazdasági jellegű írások, hírek közlése mellett napilapok általános attribútumaival is rendelkezik.
Első lapszámát 1990-ben adták ki. A prágai Economia lapkiadó jelenteti meg heti öt alkalommal. Szerkesztősége szintén prágai székhelyű. Főszerkesztői tisztségét 2011 februárjától Petr Šabata tölti be. Példányszáma 2009-ben 56 000 volt.